# АИС (компания)
Группа компаний «АИС» (прежнее название Автоинвестстрой) — украинская автодилерская компания, в 2000-2010-х годах контролировала около 10% украинского автомобильного рынка. 
«АИС» - эксклюзивный импортер в Украине SsangYong, Geely, MG, большинству российских марок: ГАЗ, УАЗ, ПАЗ, ЛиАЗ, ГолАЗ, КАвЗ, а также официальный дилер марок Audi, Citroën, Renault, Cadillac, Hyundai, Chevrolet, Chevrolet Niva, КАМАЗ, МАЗ и Урал.

## История
Группа основана в 1992 году Дмитрием Святашем  и Василием Поляковым. Осуществляла продажи новых легковых, коммерческих, грузовых автомобилей, спецтехники и автобусов, а также выполняла их предпродажную подготовку, гарантийное и послегарантийное обслуживание.
По сообщению пресс-службы Святаша, он отошел от руководства группой 2002 года, когда он был избран народным депутатом Украины. Однако в 2007 году, когда группа АИС взяла в Укрсиббанка кредиты на общую сумму около 50 долларов США, предоставив в залог автосалоны и производственные помещения в разных областях Украины, за выплату кредитов лично поручились тогдашние владельцы: Дмитрий Святаш и Василий Поляков. Предоставленные кредиты должны быть возвращены в апреле 2009 года. 2009 Святаш продал свои активы в группе и вышел из состава учредителей. Пресс-служба Святаша в дальнейшем отрицала его связь с группой. Только 2019 стало известно, что бенефициарными собственниками бизнеса AИC были родители Святаша.
Новым владельцем AИC формально стала компания «Девелопмент Макс ЛЛС», зарегистрированная в американском штате Делавэр, однако бенефициарные владельцы компании (в то время) считались неизвестными. В течение 2010-2012 годов все компании группы постепенно сменили собственника на «Навитрон Прожектс Корп» (англ. Navitron Projects Corp.) - компания, зарегистрированная в Панаме. В октября 2013 года собственность была перерегистрирована на кипрскую компанию «Радолин Трейдинг Лимитед» (англ. Radolin Trading Limited). Кредиты Укрсиббанка своевременно возвращены ни были. Когда УкрСиббанк попытался обратить взыскание на заложенное имущество, компании-должники обанкротились, а имущество перепродали другим юридическим лицам. УкрСиббанк считал перепродажу залогового имущества (без согласия на то банка) незаконным и в судебном порядке наложил арест на перепроданное имущество, принадлежавшее уже новым владельцам, до решения дела о погашении кредита.
Летом 2012 года в Харьковском суде по иску четырех банков, которым группа задолжала. проходило рассмотрение дела о банкротстве. Банкиры считали необходимым публичное сообщение об иске, поскольку задолженность группы была в то время самой большой и компании уклонялись от ее уплаты. Впрочем, группа продолжала деятельность и на 2013 год компании группы победили более чем в 250 государственных тендерах на закупку автотранспорта.
В конце 2013 года конфликт AИC с Укрсиббанком обострился. Банк пытался через суд взыскать неуплаченные компаниями кредиты с поручителей (Святаша и Полякова), а последние пытались признать договоры поручительства недействительными. 16 октября 2013 было открыто уголовное дело № 12013110000001043 по мошеннического завладения группой АИС денежными средствами кредитора. Судебный иск продолжался несколько лет. Переговоры о реструктуризации долгов с Укрсиббанком продолжались до 2017 года и завершились безрезультатно.
2018 группа сообщила, что реструктуризировала долговые обязательства перед банками за исключением Укрсиббанка. Укрсиббанк 2017 продал долговые требования к AИC коллекторской компании DCH, владельцем которой является Александр Ярославский, что к 2010 году был одним из акционеров Укрсиббанка. В апреле 2018 имущество, на которое наложили арест в рамках уголовного иска № 12013110000001043, было передано в Агентство по розыску и менеджмента активов (АРМА). По результатам конкурсов, проведенных АРМА в августе 2018 года, право управления этими активами получило ООО «ЖК Воздвиженка».
В сентябре 2018 АРМА передало недвижимость, которая была заставлена в 2007-2009 годах, в управление «ЖК Воздвиженка». В октябре 2018 «ЖК Воздвиженка» заблокировало доступ сотрудников АИС к имуществу на арестованных объектах. Таким образом в результате процессуальных действий, которые начали юристы DCH, была заблокирована деятельность автоцентров АИС в нескольких городах Украины. Группа АИС обвинила Ярославского в попытках получить контроль над ее активами. 23 ноября 2018 около 200 сотрудников группы компаний АИС, которые работали в киевских автоцентрах, провели акцию протеста перед офисом АРМА и офисом группы компаний DCH Александра Ярославского.
В декабре 2019-го в АИС заявили, что группа стала объектом рейдерской атаки кредиторов и коллекторов, в результате которой ее незаконно лишили 60 объектов недвижимого имущества, находившихся в ипотеке, а также 39 объектов, не обремененных ограничениями, стоимостью в десятки миллионов долларов.

## Структура
В группу «АИС» входили:
1. Кременчугский автосборочный завод;
2. 34 торгово-сервисных предприятий и центров, 44 торговых площадки, 34 СТО;
3. Компания «АИС Автозапчасти» с сетью из 40 магазинов запасных частей и 50 представительств;
4. Распределительный центр - логистический центр по приему, складированию, хранению и распределению автомобильных запчастей;
5. Сеть региональных таможенно-лицензионных складов;
6. Специализированные автоцентры Citroen, SsangYong, ГАЗ, Geely, Audi, Chevrolet Niva в крупных индустриальных городах Украины;
7. Автотранспортная компания;
8. Страховая компания;
9. Финансовая компания Еврокапитал.

## Модельный ряд
Насчитывал более 400 моделей разнообразной техники в частности легковые, коммерческие и грузовые автомобили, спецтехнику и автобусы. «АИС» реализовывал:
- легковые автомобили российских марок: ГАЗ, ВАЗ, УАЗ, Chevrolet Niva;
- легковые автомобили марок: Citroën, Audi, SsangYong, Geely;
- коммерческие автомобили малой грузоподъемности и микроавтобусы марок: ГАЗ, УАЗ, ИЖ;
- коммерческие автомобили: Citroën;
- средне- и крупнотоннажные автомобили: ГАЗ, КАМАЗ, УРАЛ, МАЗ;
- автобусы: ПАЗ, ЛиАЗ, ГолАЗ, КАВЗ.